# 大坝乡 (青川县)
大坝乡，是中华人民共和国四川省广元市青川县曾经下辖的一个乡。2019年12月，撤销大坝乡，将其所属行政区域划归乔庄镇管辖。

## 行政区划
大坝乡撤销前下辖以下地区：
大坝村、五星村、南溪村和大屋村。